# Raymond Décan de Posquières
Pour les articles homonymes, voir Decan d'Uzès.
Raymond II Décan de Posquières (v. 1064-1138), est un seigneur d'Uzès et de Posquières, et un chevalier ayant participé à la Première croisade. 
Il est surnommé Decan/Décan (Doyen) et il est désigné avec le numéro [II] pour le distinguer de son père, Raymond [I] Décan. Certains auteurs le désignent également sous la forme de Decan Ier d'Uzès, à la suite de son mariage, par lequel il hérite de la seigneurie d'Uzès.

## Biographie

### Origines
Raymond/Raimon Decan/Décan de Posquières semble être le fils d'un autre Raymond [I] Décan (v. 1040-v. 1096), seigneur de Posquières, titre obtenu par mariage, (actuel Vauvert (Gard)). Il serait le petit-fils du vicomte d'Avignon, Bérenger (mort vers 1065), et de Gerberge (Girberga), fille d'Odile dite de Nice et de son premier époux, Miron.
Raymond [I] semblait détenir la doyenné d'Avignon, d'où l'usage du surnom Decan (Doyen),,,. Manteyer (1908) considérait qu'il avait épousé une sœur de Rainon et Rostaing de Posquières.
L'épitaphe de Raymond/Raimon II le désignait sous la forme « Raymond Décan, sgr de Posquières et d’Uzès » (RAIMUNDUS DECANI DOMINUS POSQUERIARUM ET UCETIAE),. 
L'historien Andrè Dupont (1940), reprenant ses prédécesseurs, notamment Léon Ménard (XVIIIe siècle) ou Gratien Charvet (La première maison d'Uzès, 1870), indiquait qu'il était le fils du premier seigneur d'Uzès, Elzéart et qu'il avait épousé Marie, fille de Rostaing Ier, seigneur de Posquières (probable confusion avec son père).

### Carrière
Vers 1100, il épouse Marie, qui semble être la fille du seigneur d'Uzès, Elzéart,,,. Il hérite ainsi du castrum primitif d'Uzès.
Decan d'Uzès et de Posquières suit son suzerain, Raymond IV de Saint-Gilles, à la Première croisade. Dans le testament que ce dernier fait au mont Pèlerin en Syrie, le 31 janvier 1105, Raymond-Decan figure comme témoin, sous le nom de Decan de Posquières.
Le pouvoir de ce seigneur se mesure notamment dans le fait que plusieurs de ses fils (Manteyer n'en mentionnait que trois) vont occuper des sièges épiscopaux dans la région (voir ci-après).

### Mort et succession
Raymond Décan de Posquières meurt le 30 août 1138,.
L'Histoire générale de Languedoc (tome IV) rappelle que son épitaphe était lisible sur les murs de l’église abbatiale de Psalmody (Psalmodi). Raimond Decan était désigné comme seigneur de Posquières et d'Uzès, mort en L'an du Seigneur 1138, au mois d'août,  père des évêques Raimond, de Viviers, Raimond, d'Uzès et Albert, de Nîmes.. L'auteur de l’Histoire générale de Languedoc remarquait toutefois que « cette épitaphe doit avoir été dressée longtemps après la mort de Raimond Decan, puisque Raimond, son fils, ne fut élu évêque de Viviers qu'en 1158 ».
Ses enfants, Bermond Ier et Béatrice, héritent chacun de la moitié de la seigneurie d'Uzès. La part de Béatrice passe, par son mariage avec Rainon II du Caylar, dans cette maison,. Tous deux sont auteurs des branches de la famille d'Uzès,.
Rostaing Ier reçoit quant à lui la seigneurie de Posquières,.

## Famille
Decan et Marie d'Uzès ont :
- Rostaing Ier, qui reçut en partage la seigneurie de Posquières[1],[9], et épouse en 1121, Ermessinde de Béziers, fille de Bernard Aton IV Trencavel, vicomte d’Albi et de Nîmes, de Carcassonne, de Razès, de Béziers et d’Agde, et de Cécile, fille naturelle du comte Bertrand II de Provence[13] ;
- Faydide/Faidide d'Uzès, épouse d'Alphonse Jourdain, (« Anfos »), comte de Toulouse[1]. Dont :
  - Raymond V, comte, duc de Narbonne, marquis de Gothie et de Provence ;
- Bermond Ier, seigneur d'Uzès et de Posquières, auteur d'une branche de la famille d'Uzès[14],[9]. ∞ Roscie, fille de Raymon Ier du Caylar, et sœur de Raynon/Raymond II époux de Béatrice[14] ;
- Aldebert, évêque de Nîmes (1141-1182)[1] ;
- Raymond/Raimond, évêque d'Uzès (1150-1188), sous le nom de Raymond II[1] ;
- Pierre, évêque de Lodève (1154-1161)[1] ;
- Raymond/Raimond, évêque de Viviers (1158-1160)[1] ;
- Béatrice/Béatrix d'Uzès, épouse de Rainon (Raynon/Raymond) II du Caylar, fils de Raymon Ier du Caylar, et frère de Roscie époux de Bermond Bermond Ier. Héritière de la moitié de la seigneurie d'Uzès et à l'origine de la seconde branche de la famille[10],[9],[11].

Les auteurs anciens indiquaient également Guillaume, abbé de Saint-Thibéry (1147-1175).